# Марія Яківна Святославна
Марія Яківна Святославна — Болгарська імператриця, перша дружина імператора Юрія I Тертера, мати імператора Теодора Святослава. Донька князя з Великого князівства Київського, Видинського деспота Якова Святослава. 

## Життєпис
Марія є донькою князя Якова Святослава, що був одружений з донькою Нікейського імператора Теодора II Ласкаріса від шлюбу з донькою болгарського імператора Івана Асеня II Оленою Асеною.
Її батько був впливовий князь, лідер боярства, правитель Видина та претендував та титул імператора Болгарії. Після смерті Якова Святослава його зять Юрій I Тертер став новим лідером болгарського боярства.
1279 році Юрій I Тертер вирішив вдруге одружився з Кірою-Марією, сестрою імператора Івана Асеня III, і Марія з сином Теодором Святославом були відправлені до Константинополя. 
Після вступу Георгія I Тертера на болгарський престол у 1280 році він зустрів категоричну відмову Болгарського патріарха Йоакима III визнати цей другий шлюб законним. Патріарх навіть погрожував Георгію I відлученням від церкви і не допускав його до храмів. 
Імператор був змушений поступитися главі Болгарської церкви. Після переговорів між Болгарією та Візантією було домовлено, що Марія та Теодор Святослав будуть обміняні на невизнану другу дружину правителя, і вони повернулися до Тирново, а Кіра-Марія була відправлена назад до Константинополя. 
Після повернення до Тирново Марія була коронована як законна імператриця Болгарії. 

## Родина
|                    |                                                        |                                                        |                                                  |                                                  |                                                           |                                                           |   |          |          |  |  |  |  |  |  |
| Половецький боярин |                                                        |                                                        |                                                  |                                                  |                                                           |                                                           |   |          |          |  |  |  |  |  |  |
|                    |                                                        |                                                        |                                                  |                                                  |                                                           |                                                           |   |          |          |  |  |  |  |  |  |
|                    |                                                        |                                                        |                                                  |                                                  |                                                           |                                                           |   |          |          |  |  |  |  |  |  |
|                    |                                                        |                                                        |                                                  |                                                  |                                                           |                                                           |   |          |          |  |  |  |  |  |  |
|                    |                                                        | 1 Марія Святославна                                    | 1 Марія Святославна                              | Юрій I Тертер (panował 1280–1292                 | Юрій I Тертер (panował 1280–1292                          |                                                           |   | Альдимир | Альдимир |  |  |  |  |  |  |
|                    |                                                        |                                                        |                                                  |                                                  |                                                           |                                                           |   |          |          |  |  |  |  |  |  |
|                    |                                                        |                                                        |                                                  |                                                  |                                                           |                                                           |   |          |          |  |  |  |  |  |  |
|                    |                                                        | 1                                                      | 1                                                | 1                                                | 1                                                         | 1                                                         | 1 |          |          |  |  |  |  |  |  |
|                    | Теодор Святослав імператор Болгарії (правив 1300–1322) | Теодор Святослав імператор Болгарії (правив 1300–1322) | Ганна Тертер королева Сербії ∞ Степан II Милутин | Ганна Тертер королева Сербії ∞ Степан II Милутин | NN (Олена) імператриця Болгарії ∞ Чака (правив 1299–1300) | NN (Олена) імператриця Болгарії ∞ Чака (правив 1299–1300) |   |          |          |  |  |  |  |  |  |